# Musica rara Quintett
Das Musica rara - Quintett ist ein Erfurter Bläserquintett.
Im Jahre 1981 schlossen sich engagierte Bläser des Philharmonischen Orchesters Erfurt zu einem Quintett zusammen. Nach der Gründung des musica rara e.V. (1990) nahm es den Namen Musica rara - Quintett an und bildet seitdem das Kernensemble dieses Vereins.

## Repertoire
Die Musiker fühlen sich der Pflege der klassischen sowie der zeitgenössischen Musik gleichermaßen verpflichtet. Das weit gefächerte Repertoire reicht von Kompositionen Joseph Haydns, Wolfgang Amadeus Mozarts, Ludwig van Beethovens, Franz Danzis und Antonín Reichas bis zu bedeutenden Tonschöpfern des 20. Jahrhunderts wie Paul Hindemith, Hanns Eisler, Darius Milhaud, Bohuslav Martinů, Werner Egk, György Ligeti u. a.
In den letzten Jahren bildete das nach wie vor im öffentlichen Musikleben unterrepräsentierte weibliche Musikschaffen einen weiteren Repertoireschwerpunkt. So kamen durch das Quintett in Erfurt erstmals Werke von Gracyna Bacewicz, Elena Firsowa und Ilse Fromm-Michaels zu Gehör.
Das Ensemble kann auf zahlreiche Uraufführungen verweisen, darunter Stücke von Alice Samter, Violeta Dinescu, Ruth Bodenstein-Hoyme, Reinhard Lippert und Tilo Medek.

## Konzerte und kammermusikalische Zusammenarbeit
Gelegentlich erfolgt die kammermusikalische Zusammenarbeit mit Gastsolisten wie dem Cembalisten Gabor Antalffy (Düsseldorf), der Pianistin Camelia Sima (Jena), der Harfenistin Katharina Hanstedt (Berlin), der Sängerin Christina Ascher (New York & Frankfurt/M.).
Mehrfach haben Mitglieder des Ensembles innerhalb des alljährlich unter wechselnden Themenschwerpunkten stattfindenden Erfurter Musica rara - Festivals erfolgreich mit dem Wiener Glasharmonika Duo gemeinsam konzertiert.
Im Jahre 1998 wurde das Quintett für vier Konzerte innerhalb des thüringenweiten, innovativen Festivals „Cluster“ verpflichtet.
Zum 90. Geburtstag der Berliner Komponistin Alice Samter spielte das Quintett eine CD ein und wurde zum Porträtkonzert in den Kammermusiksaal des Berliner Konzerthauses am Gendarmenmarkt eingeladen.
Anlässlich des Kulturhauptstadtjahres Weimar '99 gab die Kammermusikvereinigung gemeinsam mit Gästen ein vielbeachtetes Konzert im Fürstenhaus in der Reihe „Entartete Musik“.
Einen weiteren künstlerischen Höhepunkt bedeutete ein Auftritt des Quintetts im Rahmen des Kulturprogramms des Deutschen Pavillons auf der Expo 2000 (Hannover) mit Werken des deutsch-australischen Komponisten George Dreyfus.

## Mitglieder
- Frieder Gauer - Flöte
- Martin Noth - Oboe
- Thomas Richter - Klarinette
- Wesley Chong - Horn
- Akiko Fujikawa - Fagott